# Margit Lundblad
Margit Alfhilda Anette Lundblad, född 16 oktober 1906 i Limhamn, Skåne,  död 27 augusti 1983 i Eriksfälts församling, Malmö, var en svensk politiker (socialdemokrat).
Lundblad var ledamot av riksdagens första kammare från 1967, invald i Malmöhus läns valkrets.